# Diagrama de Young

Um diagrama de Young, em notação inglesa.

O mesmo diagrama em notação francesa.

Em Matemática, um Diagrama de Young (referente ao matemático inglês Alfred Young, que os estudou em 1900) é um objeto combinatório relacionado com a teoria das representações e funções simétricas, usado por Georg Frobenius para estudar os chamados grupos simétricos.
Um diagrama de Young é uma coleção finita de filas de caixas, alinhadas à esquerda, com comprimentos por ordem não-crescente (notação inglesa) ou por ordem não-decrescente (notação francesa).